# Прапор Красилівського району
Прапор Красилівського району — прямокутне полотнище із співвідношенням сторін 2:3. Прапор поділений по вертикалі на 2 рівних частини: зліва — синього кольору, справа — зеленого кольору. Синій колір — символ миру, краси, спокою. Зелений колір — символ здоров'я і достатку.
В центрі прапора на фоні синього та зеленого кольорів розміщено зображення малого герба району, який виступає символом міцності.
Співвідношення ширини герба до довжини прапора становить 1:3.
Затверджено рішенням 21 сесії районної ради від 28 жовтня 2005 року № 4 «Про герб і прапор Красилівського району».